# Mangora sufflava
Mangora sufflava är en spindelart som beskrevs av Arthur M. Chickering 1963. Mangora sufflava ingår i släktet Mangora och familjen hjulspindlar.
Artens utbredningsområde är Panama. Inga underarter finns listade i Catalogue of Life.